# Гефсиманская часовня
Гефсиманская (Гетсеманская) часовня (арм. Գեթսեմանի մատուռ), была небольшой армянской церковью в историческом районе Шаар города Еревана. Церковь была снесена в середине 1920-х годов, для строительства здания Национального академического театра оперы и балета имени Спендиаряна. Вокруг часовни располагалось старое ереванское кладбище с множеством надгробий в форме колыбелей и гробов. Предполагается, что ранее на месте часовни находилась небольшая купольная церковь, построенная в XI - XIII вв., похожая на церковь Святой Богородицы Катогике․
После того, как прежняя церковь была разрушена землетрясением 1679 года, в конце того же века на этом месте была построена часовня. По своей задумке он относился к типу однонефных сводчатых церквей. С восточной стороны молельного зала находился полукруглый алтарь, без алтарей. Упоминания над хачкарами на стенах относятся к концу XVII века, что и считается временем его постройки. В 1901 году часовня была отремонтирована, крыша покрыта металлическими листами, на пожертвования мэров Еревана Исаака и Ованеса Мелик-Агамалянов.
Часовню снесли для строительства Национального академического театра оперы и балета, тогда Народного дома. Александр Таманян решил перестроить часовню в другом месте, но это не было осуществлено, так как новый начальник строительства распорядился использовать камни часовни для постройки дома для рабочих на улице Байрона․
Уцелел лишь один фрагмент сооружения, он выставлен во дворе церкви Святой Богородицы Катогике и церкви Святой Анны.
В 2007 году в здании Tеатра оперы и балета имeни Александра Спендиаряна был установлен хачкар в память о Гетсеманской часовне.

## Галерея

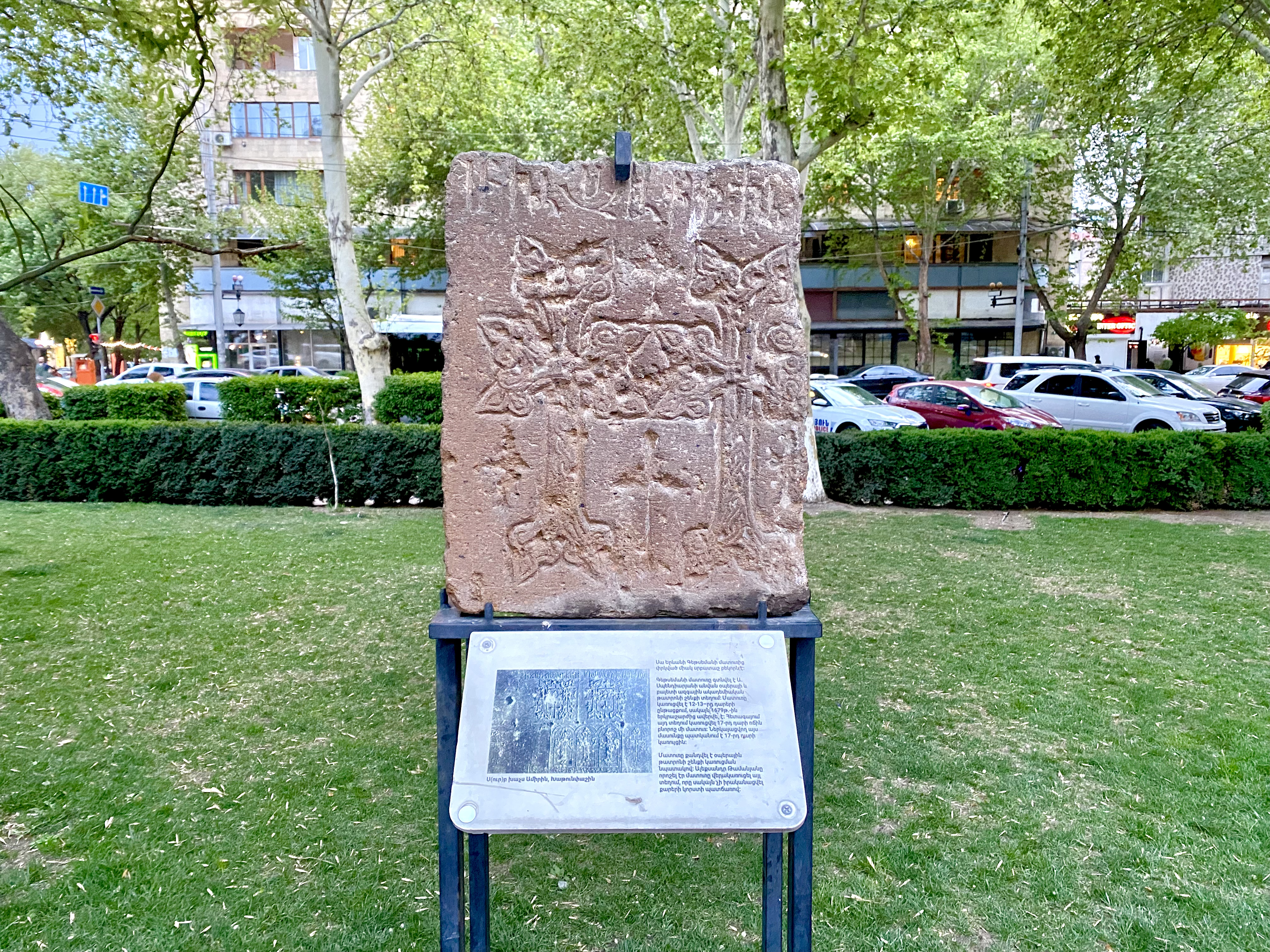
Фрагмент Гетсеманской часовни
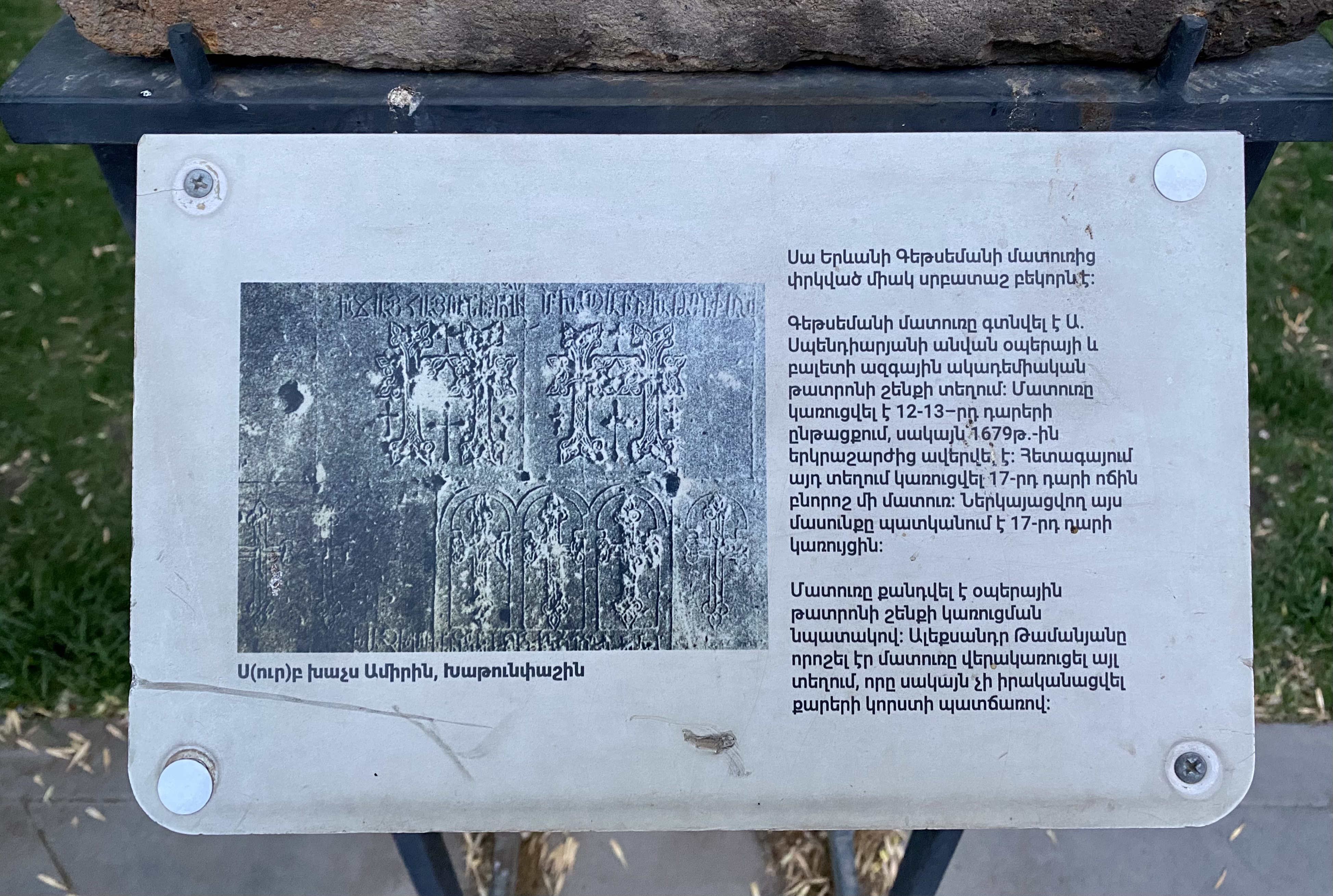
Табличка со сведениями о фрагменте церкви